# Le Locle

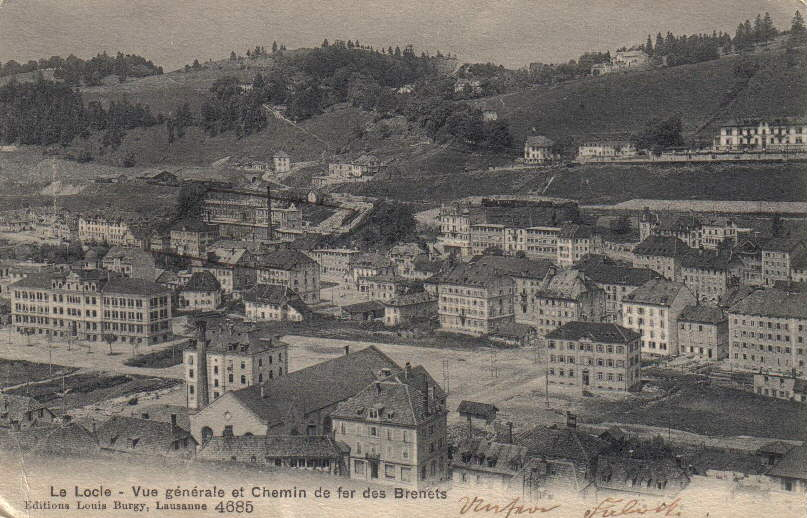
Le Locle w 1907 r.

Le Locle – miasto i gmina w zachodniej Szwajcarii, w kantonie Neuchâtel. Leży w górach Jura, kilka kilometrów od francuskiej granicy. W czerwcu 2009 roku wpisane wraz z pobliskim miastem La Chaux-de-Fonds na listę światowego dziedzictwa UNESCO. Fakt ten związany jest z wielkim wkładem obu miast w rozwój szwajcarskiego i światowego zegarmistrzostwa. 1 stycznia 2021 do miasta przyłączono gminę Les Brenets.

## Demografia
W Le Locle mieszka 10 746 osób. W 2021 roku 28,6% populacji gminy stanowiły osoby urodzone poza Szwajcarią. 

## Gospodarka
Le Locle rozwinęło się na początku XVIII wieku z małej miejscowości, do znaczącego ośrodka przemysłowego. Miasto uważane jest za kolebkę szwajcarskiego zegarmistrzostwa. Pierwsze manufaktury zostały założone tutaj w roku 1705, choć do obecnych czasów nie przetrwała żadna z nich. 
Godne wymienienia są natomiast marki powstałe w XIX wieku między innymi Certina, Tissot, Ulysse Nardin oraz Zenith w 1882, czy w wieku XX – Mido. Wiele firm nie przetrwało wielkiego kryzysu w latach 70. XX wieku. Związany był on z wypieraniem tradycyjnych producentów przez konkurencję produkującą zegarki kwarcowe. Od roku 1970 zauważalna jest znacząca dywersyfikacja produkcji, która skupia się na mechanice precyzyjnej, jak i produkcji spożywczej.

## Sport
Położona jest tutaj, obecnie zniszczona skocznia narciarska Tremplin de la Combe-Girard.

## Współpraca
Miejscowości partnerskie:
- Gérardmer, Francja
- Sidmouth, Wielka Brytania

## Transport
Przez teren miasta przebiegają autostrada A20 oraz drogi główne nr 20, nr 149, nr 169 i nr 170.